# After (série de romans)
Pour les articles homonymes, voir After.
After est une série de romans écrite par Anna Todd et publiée à partir de 2014 aux États-Unis et 2015 en France.
Elle raconte une idylle entre deux étudiants, Tessa et Hardin, et s'inscrit dans le genre chick lit. Anna Todd a commencé à écrire cette romance sur son smartphone via le réseau communautaire sur Internet Wattpad, où elle a fait le buzz. Il s'agit à l'origine d'une fanfiction sur le groupe One Direction.
À la suite de l'histoire principale, l’auteure a aussi écrit Before, Landon et Between, mettant en vedette les mêmes personnages, mais axé sur un personnage différent.

## Création
En 2013, Anna Todd a écrit After sur son smartphone et l'a publié sur le site Internet Wattpad ; le texte sera téléchargé plus d'un milliard de fois. L'histoire est à l'origine une fanfiction sur le groupe One Direction,. L'auteure s'est inspirée du chanteur, Harry Styles, pour créer le personnage d'Hardin, ainsi que Zayn Malik pour Zed, Niall Horan pour Nate, Liam Payne pour Landon et Louis Tomlinson pour Logan[réf. nécessaire]. Anna Todd s'est également inspirée des traits de l'actrice Indiana Evans pour créer le personnage de Tessa,. Dès lors, After a attiré l'attention des plus jeunes, comme des plus âgés.[réf. nécessaire] L'auteure signe un important contrat avec l’éditeur américain Simon & Schuster. Grâce au grand succès que connaît l'histoire, elle connaîtra par la suite une édition papier en quatre livres (cinq en version française). Aux États-Unis, cette fanfiction est un mélange de chick lit et de romantisme[pas clair].

## Romans composant la série

### After, saison 1
After, saison 1 (After en version originale) est sorti le 21 octobre 2014 aux États-Unis et le 2 janvier 2015 en France.
Dans ce tome, à 18 ans, Theresa Young, dite « Tessa », est une jeune étudiante dont la vie et la carrière semblent toutes tracées. Elle fait alors la connaissance de Hardin Scott, un étudiant très différent d'elle qu'elle déteste au premier abord. Pourtant, une passion mouvementée va naître entre eux.

### After, saison 2
After, saison 2 (After We Collided en version originale) est sorti le 25 novembre 2014 aux États-Unis et le 5 février 2015 en France.
Dans ce tome, Hardin rencontre Tessa grâce à son amie, qui est sa partenaire de chambre. Ils vont tous à une soirée et ils jouent au jeu action et vérité qui va tout changer. Dans l'histoire Hardin et Tessa passent leur vie ensemble, on voit de la jalousie, des bons moments, des pleurs, de la tristesse jusque là ils s’aimaient, mais Molly était jalouse et montre une video à Tessa qui chamboule tout. La vidéo montre la partie d'action ou vérité, Tessa ne voulait pas embrasser Hardin et elle est partie mais il a dit qu'il allait se mettre en couple avec elle et lui briser le coeur. Il avait vraiment des sentiments pour elle.

### After, saison 3
After, saison 3 (After We Fell en version originale) est sorti le 30 décembre 2014 aux États-Unis et le 12 mars 2015 en France.
Dans ce tome, le caractère violent d'Hardin continue de lui jouer des tours : il échappe de peu à l'expulsion de l'université et Tessa est sauvée par Zed d'une terrible vengeance des amis d'Hardin. Pour calmer un peu ce jeu malsain et continuer à exercer le métier qu'elle aime, Tessa décide de partir à Seattle où Hardin la rejoint dès qu'il peut. Leurs sentiments se renforcent et toutes leurs colères s'apaisent quand leurs corps s'unissent. Malgré les prédictions de sa mère, Tessa est convaincue qu'Hardin et elle peuvent réussir là où leurs parents ont échoué. Jalousie et possessivité chez Hardin, désir d'indépendance et d'autonomie chez Tessa, mais un besoin mutuel et passionné d'être ensemble.

### After, saison 4
After, saison 4 (After We Rise, titre anglais inventé pour l'édition française), est sorti en France le 2 avril 2015. Ce tome n'existe pas dans l'édition originale. En France, le tome 3 a été divisé en tome 3 et tome 4.
Dans ce tome, Tessa commence une nouvelle vie indépendante à Seattle tandis que Hardin se rapproche de plus en plus de Richard, le père de Tessa. La liaison entre Tessa et Hardin est toujours aussi tumultueuse et l'entourage de Tessa s'inquiète pour elle. Tessa va tenter de sauver son couple avec l'aide d'un ami, même si un événement inattendu affecte Hardin et complique la tâche de Tessa.

### After, saison 5
After, saison 5 (After Ever Happy en version originale) est sorti le 24 février 2015 aux États-Unis et le 7 mai 2015 en France. Il correspond au quatrième tome dans l'édition originale, car le tome 3, en France, a été divisé en deux romans.
Dans ce tome, une révélation sur le passé d'Hardin va le toucher profondément. Tessa de son côté subit une tragédie. Leur relation en pâtit même si chacun des deux a beaucoup évolué depuis leur rencontre.

## Accueil
Aux États-Unis, le premier tome est devenu le best-seller de l'année,. Il entre dans le classement du New York Times où se place[pas clair] dans les meilleures ventes françaises avec près de 200 000 exemplaires quelques mois après sa commercialisation. En 2015, le livre devient un best-seller dans le monde entier[réf. nécessaire]. Le livre After a été publié dans une trentaine de langues différentes et a été le no 1 des ventes en France, en Allemagne, en Italie et en Espagne[réf. nécessaire].
La série After est comparé à la série de romans Twilight et a parfois été comparée à Cinquante Nuances de Grey car les deux séries ont démarré comme des fanfictions[réf. nécessaire].

## Spin-off
En juin 2015, Anna Todd annonce sur son compte Instagram qu'elle sortira un nouveau livre, intitulé Before ; il s'agit du point de vue d'Hardin dans le premier tome d’After. Cependant, Anna Todd déclare que Before contient des éléments du passé (avant qu'Hardin ne rencontre Tessa), ainsi que des éléments du futur en plus du point de vue d'Hardin dans le premier tome. Le livre est sorti le 8 décembre 2015 aux États-Unis. En France, Before a été divisé en deux parties : la première partie est sortie le 7 janvier 2016 et la deuxième le 4 février 2016.
Par la suite, en septembre 2015, Anna Todd annonce qu'elle va sortir deux romans, Nothing More (Landon en VF) et Nothing Less (Between en VF), centrés sur le personnage de Landon Gibson, le meilleur ami de Tessa et Hardin. Ces deux romans tourneront autour de ses amours à New York pendant les deux années d'ellipses dans le dernier tome d’After et racontent aussi la descente en enfer de Tessa (qui est sa collocataire) ainsi que sa reconstruction progressive. Nothing More est sorti en septembre 2016 et Nothing Less est sorti en décembre 2016 aux États-Unis et en France.

## Adaptation au cinéma
Le 16 octobre 2014, cinq jours avant la parution du roman, il est annoncé que la société de production cinématographique Paramount Pictures a acheté les droits de l'œuvre, afin d'en faire un film. L'auteure déclare que Harry Styles ne jouera pas Hardin, mais Anna Todd a exprimé son désir que l'actrice australienne Indiana Evans joue le rôle de Tessa et que l'acteur britannique Douglas Booth joue le rôle d'Hardin,. Cependant, sur les réseaux sociaux, les fans déclarent qu'ils aimeraient que l'acteur britannique Daniel Sharman joue le rôle d'Hardin.
Fin septembre 2015, Anna Todd annonce sur Twitter et Instagram que la scénariste Suzane McMartin vient de terminer d'écrire le scénario d'After : Chapitre 1. En janvier 2016, Anna Todd répond aux rumeurs en déclarant que l'actrice américaine Dianna Agron ne jouera malheureusement pas le rôle de Tessa et qu'elle aimerait beaucoup que Daniel Sharman et Indiana Evans jouent les rôles de Hardin et Tessa. En février 2016, Daniel Sharman confirme sur Twitter qu'il jouera Hardin, cependant, il annonce en juin 2017 qu'il se retire du film. Indiana Evans, par faute de temps, se retire également du casting.
Anna Todd, ayant récupéré les droits du film, révèle que la sortie officielle du film est prévue pour le 12 avril 2019 aux États-Unis et le 17 avril en France. Adam Shankman et Jennifer Gibgot (qui ont produit des films tels que 17 ans encore ou La Dernière Chanson) produiront le film. Elle annonce, le 8 mai 2018, via les réseaux sociaux que Hero Fiennes-Tiffin incarnera le rôle de Hardin Scott[réf. nécessaire]. Et quelques jours plus tard, Anna Todd révèle sur Instagram que Josephine Langford, la jeune sœur de l'actrice Katherine Langford, jouera le rôle de Tessa Young, qui avait à l'origine auditionné pour incarner Molly[réf. nécessaire]. Le nombre d'entrées, en France, dépasse 1 million en à peine 3 semaines[réf. nécessaire].